# 廣興 (高佳氏)
廣興（1767年—1809年），字賡虞，号晴溪，高佳氏，满洲镶黄旗人，清朝政治人物。大学士高晋第十二子，書麟之弟。

## 生平
广兴捐赀授为主事、补官礼部。因为办事聪敏，以主事转任给事中。广兴最早弹劾和珅罪状。和珅伏诛，嘉慶四年（1799年）擢升为左副都御史。因为他机敏干练，得嘉庆帝信任，多次奉使赴山东、河南办理要事。到四川管理军需，每月节糜费钱财数十万金。他和四川总督魁伦互相弹劾。九年（1804年）擢升为兵部左侍郎兼副都统及总管内务府大臣，十年（1805年）署理刑部左侍郎。多次以钦差大臣的身份，赴山东、河南办案。十一年（1806年）转兵部左侍郎，弹劾御前大臣绵恩专擅违例不实，降为三品京堂，罢兼职。不久后补任奉宸苑卿，十三年（1808年）擢升为刑部左侍郎，再兼任总管内务府大臣，授内务府侍卫散秩大臣衔。因事多次受到弹劾。最后罢职家居。被政敌弹劾，下狱处绞，籍没家产，儿子贬戍吉林。《清史稿》列传一百四十二有传。
在兵部左侍郎任上，参与编撰嘉庆朝《钦定中枢政考》（又名《钦定兵部中枢政考》，也称《八旗则例》、《绿营则例》）。

## 家庭
- 父文华殿大学士高晋。母王氏（父正蓝旗满洲、刑部員外郎德林，叔父刑部、兵部、吏部尚書恭簡公性桂）。
- 妻尤氏。胞兄尤璉。
- 子蘊秀。
- 女高佳氏，嫁正黄旗满洲、刑部筆帖式覺羅長年（父乾隆壬午科舉人、戶部主事覺羅玉正（时隶镶蓝旗满洲觉罗博麟佐领下），母韓氏（參領馬齊之女），祖父光祿寺署正覺羅阿納翰，叔祖父乾隆己卯科舉人、國子監祭酒、公中佐領觉罗吉善（时隶镶蓝旗满洲觉罗博麟佐领下），曾祖康熙甲戌科進士覺羅滿保，伯曾祖康熙庚辰科進士覺羅逢泰，先祖索长阿）。

後代：
- 高鵬雲（約1890年 - 約1960年），曾是奉系軍閥國民革命軍第四十九軍中擔任第一百零五師師長。約1950年，隨軍撤退至台灣。
- 高國玉（約1944年 - 1971年），1965年東三省狀元，考入北京大學化學院。文革期间遭到批鬥，因突發心臟病而去世。